# 장 보세주르
장 안드레 에마누엘 보세주르 콜리케오(스페인어: Jean André Emanuel Beausejour Coliqueo, 1984년 6월 1일, 칠레 산티아고 ~ )는 칠레의 전 축구 선수이다. 현역시절 포지션은 윙어였다. 아이티 혈통을 갖고 있다.

## 국가대표팀
보세주르는 2010년 비엘사 감독이 이끄는 월드컵 최종 명단에 포함됐고, 특히 온두라스와의 첫 경기에서 결승골을 넣고 FIFA가 선정한 공식 맨 오브 더 매치에 선정됐었다. 이후 보세주르는 남은 조별리그 2경기에도 출전했고, 칠레는 2승 1패라는 조별리그 최고의 성적으로 12년만에 16강에 진출했다.

## 수상
유니베르시다드 카톨리카
- 칠레 프리메라 디비시온: 토르네오 아페르투라 2002

버밍엄 시티
- 풋볼 리그 컵: 2010-11

개인
- 2010년 FIFA 월드컵 맨 오브 더 매치 : vs. 온두라스 (조별리그)

## 같이 보기
- A매치 100경기 이상 출전한 축구 선수 명단